# Epilímnio

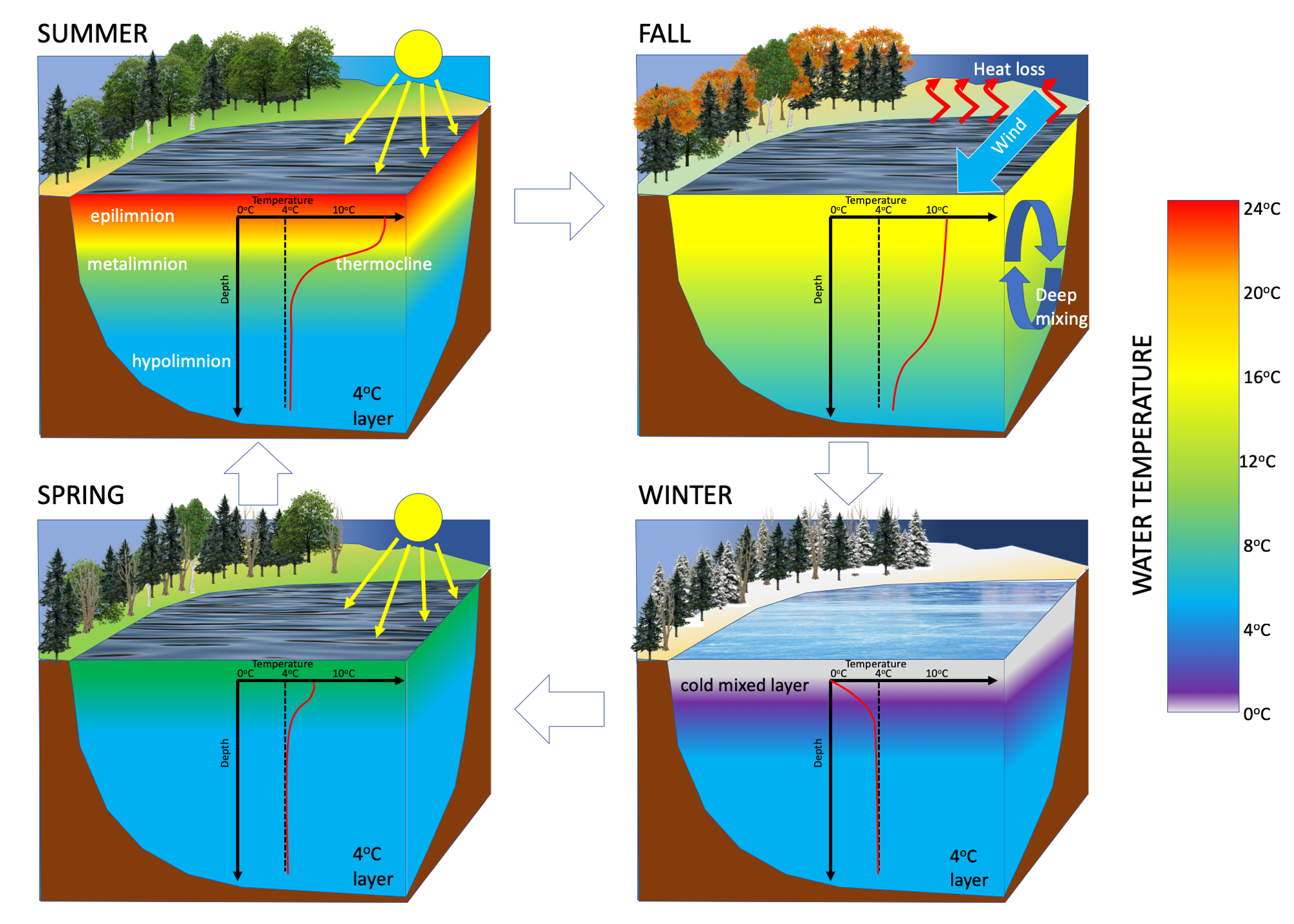
Lago dimítico com epilímnio.

Em limnologia, o epilímnio é o estrato ou camada superficial da coluna de água, num lago ou albufeira, situando-se acima do metalímnio e caracterizando-se por ser a camada constituída por águas mais quentes e oxigenadas.  As características químicas, físicas e biológicas desta camada são diferentes das que lhe ficam subjacentes.
O Epilímnio compõem uma das três camadas da região pelágica que é formada pelo: Epilímnio, Metalímnio e Hipolímnio.